# SLC12A8
SLC12A8‏ (Solute carrier family 12 member 8) هوَ بروتين يُشَفر بواسطة جين SLC12A8 في الإنسان.